# Totally Spies!
Totally Spies! là một bộ phim hoạt hình nhiều tập của Tập đoàn Truyền thông Marathon (Pháp). Bộ phim hoạt hình này từng được phát sóng trên Đài Truyền hình Việt Nam với các tên gọi Ba nữ thám tử (VTV2, HTVC Phụ Nữ, SCTV4) hoặc Những nữ thám tử (VTV3), Nhiệm Vụ Bí Mật (BiB)), Điệp viên siêu hạng (Disney Channel Asia). Khán giả Việt Nam hiện nay có thể thường xuyên xem các tập phim của Điệp viên siêu hạng trên kênh Disney châu Á.

## Nội dung phim
Ba nữ điệp viên kể về cuộc sống của ba nữ điệp viên siêu hạng tuổi thiếu niên là Sam, Clover và Alex đều đến từ California, Hoa Kỳ. Cả ba có tính cách rất khác nhau nhưng đều phối hợp với nhau khá hoàn hảo trong các điệp vụ. Họ có nhiệm vụ bắt những tên tội phạm quốc tế nguy hiểm thông qua ông Jerry, lãnh đạo của WOOHP - viết tắt của "World Organization Of Human Protection", tức Tổ chức Quốc tế về Bảo vệ Con người. Jerry là một người rất nghiêm khắc nhưng ông luôn là một đứa con sợ mẹ, và ông đã giấu mẹ mình về việc mình làm sếp của WOOHP và nói rằng mình là một ông chủ khách sạn. Mẹ của ba nữ điệp viên biết con mình là điệp viên bí mật nên đã mua cho ba đứa con một ngôi nhà lớn gần trường. Bên cạnh đó, Sam, Clover và Alex sống cuộc sống bình thường như bao cô gái khác như đi học, có bạn trai, và một cô bạn gái xấu tính tên là Mandy luôn khiêu khích họ. Mandy là khắc tinh của nhóm - một cô gái ăn mặc sành điệu và luôn chê bai phong cách ăn mặc của họ. Mandy đã từng là điệp viên của tổ chức WOOHP nhưng rồi lại từ bỏ vì không chịu nổi.
Một lần, khi được thăng chức lên siêu điệp viên của WOOHP, các điệp viên đã phát hiện em sinh đôi của Jerry và biết được sự thật về Jerry ở thời tiểu học trong một lần copy bài của em minh. Lúc đó các điệp viên còn biết được người đồng hành với mình trong cuộc hành trình này là Dean, một anh chàng đẹp trai, thông minh và là người bảo vệ cho nhóm điệp viên. Còn một lần khác khi đang đi mua sắm ở cửa hàng thì bỗng nhiên một luồng sáng hiện ra và thật bất ngờ khi biết được chúng dẫn về quá khứ. Các điệp viên còn bất ngờ hơn khi ông Jerry ngày xưa là một chàng trai có một mái tóc đẹp nhưng không giữ được đến bây giờ. Trong một lần làm nhiệm vụ, nhóm biết được một cô gái xinh đẹp và thông minh tên là Britney. Một lần, Britney đã va phải một nhiệm vụ nguy hiểm và phải nhờ tới nhóm giải nguy. Và trong nhiệm vụ khám phá về khu giải trí bị Người Tuyết tấn công, nhóm đã quen biết được anh chàng Martin (nhân vật trong phim "Martin Mystery) ở một trung tâm tổ chức khám phá những vụ bí ẩn MOM (cả lãnh đạo 2 tổ chức WOOHP và MOM là bạn của nhau)
Ông Jerry có cách "triệu tập" các nhân viên tới tòa nhà hình chữ W bằng cách rất bất ngờ và đặc biệt. Ở đó họ nhận được nhiệm vụ cùng các vũ khí. Các vũ khí của các điệp viên thay đổi qua từng tập phim, nhưng thường là: ba-lô gắn tên lửa, thắt lưng, hộp phấn liên lạc (có thể đưa về máy chủ phân tích những vật thể lạ ở hiện trường ngoài)... Chúng thường có màu hồng, hình hoa và hình trái tim.

## Những nhân vật chính
- Sam (tên ngắn của Samatha) là một cô gái xinh xắn, đáng yêu và thông minh nhất nhóm. Cô có mái tóc màu đỏ cam dài, mặc bộ đồng phục đặc nhiệm màu xanh lá. Cô thường có những sáng kiến giúp nhóm thoát khỏi các tình huống nguy hiểm. Sam là nhóm trưởng của nhóm. Tên đầy đủ của cô là Samantha Simpson, còn hay gọi yêu là Sammy. Sam được lồng tiếng bởi Jennifer Hale.
- Clover là cô gái có mái tóc vàng ngắn chưa tới vai, mặc đồng phục đặc nhiệm màu đỏ. Cô là một đặc nhiệm xinh đẹp và quyến rũ nhất trong nhóm. Clover  thích những anh chàng đẹp trai, mua sắm và có tính cách rất mạnh bạo nhưng cũng rất lãng mạn.Cô có học lực điểm B trở lên. Clover có rất nhiều bạn trai và được nhiều anh chàng trong trường theo đuổi, nhưng về sau Blaine là bạn trai chính thức của cô. Cô là nữ hoàng hội trường kiêm hoa khôi của trường, được rất nhiều anh chàng theo đuổi & là đối tượng ghen tị của cô là mandy. Có người nói rằng họ tên đầy đủ của Clover là Clover Ewing, tuy nhiên, các nhà làm phim bảo đây chỉ là tin đồn và tên họ đầy đủ của cô là Clover Manson. Clover được lồng tiếng bởi Andrea Barker.
- Alex (tên ngắn của Alexandra) là cô gái có mái tóc đen ngắn và làn da nâu. Cô có tính tình rất trẻ con. Cô mặc bộ đồng phục đặc nhiệm màu vàng và rất yêu thích thể thao, đặc biệt là môn bóng đá.Tuy nhiên, Alex kém ở 3 môn Toán - Lý - Hóa vì cô chỉ được điểm D-. Trong tập Alex quits cô đã giải được bài thi học kỳ môn Hóa của cô với số điểm rất cao. Họ tên đầy đủ của Alex là Alexandra Vasquez. Alex được lồng tiếng bởi Katie Leigh - phần 1, 2 và Katie Griffin
- Jerry James Lewis (thường gọi là Jerry hay Jer) là người sáng lập và lãnh đạo tổ chức WOOHP. Ông là người giao nhiệm vụ cho các điệp viên và cung cấp cho họ những trang thiết bị cần thiết thông qua G.L.A.D.I.S - phần 3+. Jerry hay bị bà Gabby gọi là Harry, Garry & Larry (trong tập Totally Busted !). Jerry thực sự rất quý 3 cô điệp viên của mình như 3 đứa con gái cưng. Tuy nhiên, ông cũng là người gây ra nhiều phiền toái cho 3 cô gái nhất. Ông Jerry được lồng tiếng bởi Jess Harnell - phần 1, 2 và Adrian Truss

## Những nhân vật khác

### Các điệp viên khác của tổ chức WOOHP
- Britney Ally là một cô gái tài giỏi, mái tóc của cô màu đen, cô mặc bộ đồng phục đặc nhiệm màu xanh da trời. Britney rất tự tin vào vẻ bề ngoài của mình. Cô hòa hợp rất tốt với Sam và Clover, nhưng Alex lại rất ghét Britney vì khi có bốn người với nhau cô luôn cảm thấy mình bị cho ra rìa và tìm mọi cách để chơi khăm cô (tập "Alex quits"). Phần 5 Clover không muốn Britney lại gần với Blaine vì đó là bạn trai cô khi Jerry thông báo Britney sẽ sang Úc để làm việc cùng Blaine. Britney đã xuất hiện trong các tập phim "Alex quits", "Escape from WOOHP island", "Virtual stranger", "WOOHPersize Me !", "Evil hotel" của phần 3 và 5. Britney được lồng tiếng bởi Lindsay Ridgeway - phần 2 và Stephanie Broschart - phần 3+.
- Dean là một chàng trai bảnh bao, được nhóm điệp viên nữ rất yêu quý. Dean mặc đồng phục màu xanh và rất mạnh mẽ. Sau này Britney trở thành bạn gái của anh. Dean được lồng tiếng bởi Greg Cipes.
- Blaine cũng là một anh chàng bảnh bao và đồng thời là người yêu của Clover. Ban đầu anh là điệp viên tự do, được Geraldine thuê để sát hại Clover nhưng vì quá yêu Clover nên anh đã bỏ cuộc. Trong tập "Return of Geraldine" anh được chuyển đến WOOHP tại Australia. Blaine xuất hiện trong các tập: "The Granny", "Another evil boyfriend", "Return of Geraldine", "Evil hotel" và "Totally Dunzo".
- Pam, Alice, Crimson là những điệp viên đầu tiên của tổ chức WOOHP, xuất hiện ở tập "Spies vs. Spies". Ở tập này, Pam, Alice và Crimson đi làm nhiệm vụ xa trở về, do thấy ông Jerry tỏ ra quá ưu ái đối với Sam, Alex và Clover nên đã tìm cách hại chết họ để giành lại tình cảm của ông Jerry, nhưng thực chất là họ bị tên bác học Edison gắn một con chíp điều khiển trí não. Pam, Alice, Crimson đều được lồng tiếng bởi Tara Strong.

### Các bà mẹ
- Gabriella (Gabby) Simpson là mẹ của Sam. Bà cũng có mái tóc màu hung đỏ như Sam và luôn luôn bảo vệ con mình quá mức cần thiết. Vào cuối phần 4, bà đã trở thành điệp viên chính thức của WOOHP, mặc bộ đồng phục đặc nhiệm màu xanh ngọc bích. Bà Gabby được lồng tiếng bởi Jennifer Hale.
- Stella Manson là mẹ của Clover, rất đáng yêu nhưng đôi lúc nghiêm khắc với Clover, bà luôn luôn bênh vực Normie (em họ của Clover và rất hay bắt nạt Clover). Bà cũng trở thành điệp viên chính thức của WOOHP vào cuối phần 4, mặc bộ đồng phục đặc nhiệm màu hồng. Bà Stella được lồng tiếng bởi Kath Soucie - phần 2 và Andrea Baker - phần 4.
- Carmen Vasquez là mẹ của Alex. Mục đích chính của bà là phải làm sao tìm cho Alex một người bạn trai. Cũng như Gabby và Stella, bà Carmen cũng trở thành điệp viên chính thức của WOOHP trong tập phim "Totally Busted", mặc bộ đồng phục đặc nhiệm màu xanh lam sẫm. Bà Carmen được lồng tiếng bởi Katie Leigh - phần 2 và Katie Griffin - phần 4.
- Phoebe Luxe là mẹ của Mandy, bà nói với một giọng mũi rất trầm và có một tính cách kiêu kì y như Mandy. Phoebe rất nuông chiều con, nhưng đôi lúc cũng tỏ ra vô cùng nghiêm khắc, điển hình là trong các tập phim "Alex gets schooled", "Dental ? More like Mental" và "Evil G.L.A.D.I.S much?". Bà Phoebe được lồng tiếng bởi Jennifer Hale.

### Các học sinh của trường trung học Beverly Hills
- Mandy Luxe là một cô gái khá xinh đẹp, thời trang và được nhiều người yêu thích nhưng rất kiêu căng, ngạo mạn và đặc biệt, rất giàu có. Cô có mái tóc đen dài và giọng nói the thé. Mandy là cơn ác mộng đối với Sam, Alex và Clover. Ở trường, người mà Mandy hay ganh đua nhất là Clover vì cô luôn ghen tỵ với vẻ đẹp và sự quyến rũ của cô. Mandy đã từng là điệp viên của tổ chức WOOHP, mặc bộ đồng phục đặc nhiệm màu tím (trong tập "Evil cofee shop much"), nhưng cuối cùng đã bỏ cuộc. Sau khi tốt nghiệp trường trung học Beverly Hills, Mandy dự định học trường dạy trượt tuyết ở Aspen, nhưng rồi lại chuyển sang trường đại học Mali-U với mục đích là học cùng với cô em họ của mình, để rồi gặp lại Sam, Alex và Clover. Mandy được lồng tiếng bởi Jennifer Hale.
- Caitlin là bạn thân của Mandy. Cô có một mái tóc xoăn dài màu đen. Catlin được lồng tiếng bởi Katie Leigh - phần 1, 2.
- Dominique là cô gái có mái tóc ngắn màu nâu đỏ. Cô cũng là bạn thân của Mandy và luôn luôn ủng hộ Mandy. Dominique được lồng tiếng bởi Andrea Baker - phần 1, 2.
- David là một chàng trai bảnh bao, thông minh và rất có duyên, làm việc ở Groovy Smoothie Shack. Cậu là người mà cả ba điệp viên vô cùng ái mộ (kể cả Mandy).
- Arnold Jackson (thường gọi là Arnold) là bạn cùng lớp với Sam, Alex, Clover và Mandy. Arnold rất thông minh và là chuyên viên tin học của trường, nhưng đôi lúc lại hành động vô cùng nực cười, điều này thể hiện rõ ở câu nói của cậu trong tập phim "Evil graduation" khi đứng trước đám đông để phát biểu trong buổi lễ tốt nghiệp: "Tạm biệt, và một sự tống khứ tốt đẹp !" ("Goodbye, and good riddance !"). Arnold được Robert Tinkler, Jess Harnell và Joshua Seth thay nhau lồng tiếng.

### Các sinh viên của trường đại học Mali-U (viết tắt của Malibu University)
- Mindy là em họ của Mandy, cô có mái tóc vàng, đôi mắt xanh và làn da sẫm. Mindy rất ranh ma và nhiều mưu mẹo, thường có những sáng kiến vô cùng khủng khiếp để giúp cô chị họ của mình "hạ gục" Sam, Alex và Clover. Mindy và Mandy còn được mọi người "tặng" cho biệt danh "Cặp song sinh kinh hoàng" ("The Terror Twins"). Mindy được lồng tiếng bởi Jennifer Hale.
- Blaine là một anh chàng đẹp trai, đội trưởng đội bóng chuyền bãi biển của trường đại học Mali-U, xuất hiện lần đầu tiên ở tập "The Granny" của phần 5. Trong 2 tập tiếp theo, ta sẽ biết được Blaine là 1 điệp viên tự do, cũng là người mà Geraldine Husk đưa đến nhằm loại trừ Clover, nhưng khi biết được cô không phải người xấu anh đã chính thức trở thành bạn trai của cô. Cuối cùng, Blaine đã gia nhập WOOHP và được chuyển đến chi nhánh ở Australia.
- Virlgil là chủ quán cà phê ở trường. Anh rất thích Alex.

### Các tên tội phạm

#### Nhóm L.A.M.O.S (viết tắt của League Aiming to Menace and Overthrow the Spies, tức Liên minh Quấy nhiễu và Lật đổ các Điệp viên).
- Terry Lewis (thường gọi là Terence) là em song sinh của ông Jerry, xuất hiện lần đầu tiên trong tập "Evil promotion much ?". Sau này Terence thành lập nên nhóm L.A.M.O.S do hắn chỉ huy và Tim Scam, Helga Von Guggen, Myrna Beesbottom, Boogie Gus là thành viên; vào tập "Like So Totally Not Spies", nhóm L.A.M.O.S đã sụp đổ. Terence được lồng tiếng bởi Pete Capella.
- Helga Von Guggen là một nhà thiết kế thời trang độc ác, bà bắt đầu làm đồng bọn của Terence trong tập "Evil Jerry". Bà là thành viên của nhóm L.A.M.O.S. Helga được lồng tiếng bởi Adrienne Barbeau.

## Các tập phim củaTotally Spies!

### Phần 1: 2001
- 1. Một điều dành cho nhạc công (A Thing for Musicians)
- 2. Nữ hoàng trong một ngày (Queen for a day)
- 3. Một Jerry mới (The new Jerry)
- 4. Cuộc chạy trốn (Getaway)
- 5. Kẻ xoá bỏ (The eraser)
- 6. Những siêu mẫu (Model citizens)
- 7. Những kẻ chạy trốn (The fugitives)
- 8. Những vụ bắt cóc (Abductions)
- 9. Trò chơi của trẻ con (Child's play)
- 10. Những cô gái thung lũng Silicon (Silicon Valley Girls)
- 11. Những điệp viên đấu kiếm (Spy gladiators)
- 12. Thu nhỏ (Shrinking)
- 13. Người ngoài hành tinh (Aliens)
- 14. Con người hay máy móc ? (Man or Machine ?)
- 15. Tính cách hoang dã (Wild style)
- 16. Nhện độc (Black widows)
- 17. Những cô gái đam mê (Passion patties)
- 18. Kẹt ở thời kì Trung cổ (Stuck in Middle Ages with you)
- 19. Người bạn trai khủng khiếp (Evil boyfriend)
- 20. Những trò chơi của các cô gái (Games girl)
- 21. Người tuyết xuất hiện (The Iceman Cometh)
- 22. Điệp viên đối đầu với điệp viên (Spies vs. Spies)
- 23. Bạn có tin vào phép thuật không ? (Do You Believe in Magic ?)
- 24. Người thu linh hồn (Soul collector)
- 25. Chuyến mua sắm (Malled)
- 26. Một điệp viên được sinh ra (A spy is born) - phần 1

### Phần 2: 2002
- 27. Một điệp viên được sinh ra - phần 2
- 28. Tôi muốn xác ướp của tôi (I want my mummy)
- 29. Tiệm làm tóc kinh hoàng (Evil Hair Salon)
- 30. Người quản lý khủng khiếp (The yuck factor)
- 31. Đó là cách bạn chơi trò chơi đó (It's How You Play the Game)
- 32. Mặt trời đang đến (Here comes the sun)
- 33. Nước hoa - Bùa mê (Green with N.V.)
- 34. Ban nhạc trá hình (Boy bands will be boy bands)
- 35. Tôi, chàng công tử bột (I, dude)
- 36. Mẹ thân yêu (Mommies dearest)
- 37. Thế giới Zooney (Zooney World)
- 38. Đứa bé hỗn xược (First Brat)
- 39. W.O.W.
- 40. Âm nhạc thôi miên (Stark raving mad)
- 41. Ham muốn trở thành ngôi sao điện ảnh (Starstruck)
- 42. S.P.I.
- 43. Thế giới động vật (Animal World)
- 44. Cơn ác mộng của thiên nhiên (Nature nightmare)
- 45. Alex bỏ đi (Alex quits)
- 46. Máy biến đổi tính cách (Totally Switched)
- 47. Kì nghỉ mùa đông (Ski trip)
- 48. Thang máy (The elevator)
- 49. Người mai mối (Matchmaker)
- 50. Chất xám (Brain drain)
- 51. Thời trang bí mật (Fashion faux pas)
- 52. Đồ chơi nổi loạn(Toying around)

### Phần 3 - UNDERCOVER: 2004
Các điệp viên dời về biệt thự mới của họ bắt đầu từ phần này.
- 53. Vật lý học 101 (Physics 101 much ?)
- 54. Gánh xiếc quái dị (Freaky circus much ?)
- 55. Những kẻ nghiện internet (Computer creep much ?)
- 56. Không gian (Space much ?)
- 57. Chất biến dạng thủy ngân 1987 (Morphing is sooo 1987)
- 58. Quán cà phê kinh dị (Evil coffee shop much ?)
- 59. Trở về quá khứ (Forward to the past)
- 60. Hành tinh của những người lực lưỡng (Planet of the Hunks)
- 61. Món ăn kích thích lạ thường (The incredible bulk)
- 62. Chiếc nhẫn mắt mèo (Super nerd much ?)
- 63. Nha khoa ư ? Giống tâm thần hơn (Dental ? More like Mental)
- 64. Thoát khỏi đảo WOOHP (Escape from WOOHP island)
- 65. Trường học của các ngôi sao (Scam camp much ?)
- 66. G.L.A.D.I.S. độc ác (Evil G.L.A.D.I.S. much ?)
- 67. Điệp viên siêu hạng (Super agent much ?)
- 68. Hãng hàng không kinh dị (Evil airlines much ?)
- 69. Loài côn trùng kinh dị (Creepy crawly much ?)
- 70. Sự thật hay sự sợ hãi (Truth or scare)
- 71. Thuật phong thủy lỗi thời (Feng-shui is like sooo passe)
- 72. Ngày lễ Tình yêu kinh hoàng (Evil Valentine's day)
- 73. Ngày lễ Halloween (Halloween)
- 74. Yoga có quá mạnh mẽ ? (Power Yoga much ?)
- 75. Kẻ tẩy não ? (Head shrinker much ?)
- 76. Sự thăng chức xấu xa (Evil promotion much ?) - phần 1
- 77. Sự thăng chức xấu xa - phần 2
- 78. Sự thăng chức xấu xa - phần 3

### Phần 4 - UNDERCOVER: 2005
- 79. Giấc mơ tuổi teen (The dream teens)
- 80. Cú sốc trong tương lai (Futureshock !)
- 81. Tôi ghét những năm 80 (I hate the Eighties)
- 82. Vách đá O.P. (The O.P.)
- 83. Jerry độc ác (Evil Jerry)
- 84. Alex chuyển trường (Alex gets schooled)
- 85. Cuộc tấn công của người khổng lồ 50 feet Mandy (Attack of the 50 foot Mandy)
- 86. Kì nghỉ dài bất tận (Deja cruise)
- 87. Arnold tuyệt vời (Arnold the great)
- 88. 0067(Mật mã 0067)
- 89. Hãy làm chủ công việc của chính bạn  (Mime your own business)
- 90. Có quá nhiều kẻ tàn ác ???? (Mani-Maniac Much ?)
- 91. Những bó hoa kinh khủng lỗi thời (Evil bouquets are sooo passe)
- 92. Người thừa kế khủng khiếp (Evil Heiress much ?)
- 93. Người bán kem kinh dị (Evil ice-cream man much ?)
- 94. Sis-KaBOOM-Bah ! (Sịt-Bùm-bom nổ!)
- 95. Đẹp là từ chính trái tim bạn (Beauty is skin deep)
- 96. Không phải là điệp viên (Like, so totally not Spies) - phần 1
- 97. Không phải là điệp viên - phần 2
- 98. Điệp viên ngọt ngào (The suavest spy)
- 99. Điệp viên đá banh (Spy soccer)
- 100. Những điệp viên ở nông trại (Spies on the farm)
- 101. Những điệp viên trong không gian (Spies in space)
- 102. Bị bắt quả tang (Totally Busted) - phần 1
- 103. Bị bắt quả tang - phần 2
- 104. Bị bắt quả tang - phần 3

### Phần 5 - UNDERCOVER: 2007
Sau tập "Evil graduation", các điệp viên sẽ tốt nghiệp trường trung học Beverly Hills và bắt đầu đời sống sinh viên ở trường đại học Mali-U.
- 105. Lễ tốt nghiệp kinh hoàng (Evil graduation)
- 106. Bạn cùng phòng xấu xa (Evil roommate)
- 107. Giáo sư xấu xa (Evil professor)
- 108. Bà già (The Granny)
- 109. Một người bạn trai khủng khiếp khác (Another evil boyfriend)
- 110. Sự trở lại của Geraldine (Return of Geraldine)
- 111. Hội nữ sinh độc ác (Evil sorority)
- 112. Những huấn luyện viên thể dục khủng khiếp (Evil Gymnasts)
- 113. Những người làm pizza khủng khiếp (Evil pizza guys)
- 114. Người thiết kế giày kinh khủng (Evil shoe designer)
- 115. Người xa lạ "ảo" (Virtual stranger)
- 116. WOOHPersize Me !
- 117. Khách sạn khủng khiếp (Evil hotel)
- 118. Anh chàng Mystery (Totally Mystery much ?)  - Đây là tập phim có mối liên quan giữa 2 bộ phim "Totally Spies !" và "Martin Mystery".
- 119. Đầu bếp sushi xảo trá (Evil sushi Chef)
- 120. Quý cô Spirit Fingers (Miss Spirit Fingers)
- 121. Thế giới kịch câm (Mime world)
- 122. Linh vật kinh khủng (Evil Mascot)
- 123. Buổi trình diễn phải tiếp tục...nếu không... (The Show must go on...or else)
- 124. Từ số không đến... anh hùng (Zero to Hero)
- 125. WOOHP tuyệt vời (WOOHP-tastic)
- 126. Hoàn toàn không phải là Groove-y (So totally not Groove-y)
- 127. Hô-hô-hô-không! (Ho-ho-ho-no !)
- 128. Thật nhầy nhụa (Totally Icky)
- 129. Cuộc chia tay (Totally Dunzo) - phần 1
- 130. Cuộc chia tay (Totally Dunzo) - phần 2

### Phần 6 - UNDERCOVER: 2013
- 131. The Anti-Social Network
- 132. Nine Lives
- 133. VIDE-O-NO!
- 134. Super Mega Dance Party Yo!
- 135. Pageant problems
- 136. Grabbing the bully by the horns
- 137. The wedding crasher
- 138. Celebrity Swipe!
- 139. Super sweet cupcake company
- 140. The Dusk of Dawn
- 141. Dog Show Showdown
- 142. Mandy Doll Mania!
- 143. Evil Ice Skater
- 144. Inferior Designer
- 145. WOOHP-Ahoy
- 146. Trent gone wild
- 147. Little Dude
- 148. Totally Switched Again!
- 149. Clowning Around!
- 150. Astro-Not!
- 151. Baddies on a Blimp
- 152. Jungle Boogie
- 153. Danger TV
- 154. Solo Spies!
- 155. Totally Versailles! Part 1
- 156. Totally Versailles! Part 2